# A fehér király (film)
A fehér király (eredeti cím: The White King) 2016-ban bemutatott brit–magyar sci-fi filmdráma, amelyet Alex Helfrecht, valamint Jörg Tittel írt és rendezett Dragomán György azonos című regénye alapján. A főbb szerepekben Lorenzo Allchurch, Olivia Williams, Ólafur Darri Ólafsson és Jonathan Pryce látható.
Az Egyesült Királyságban 2016. június 18-án, Magyarországon 2017. március 9-én mutatták be a mozikban.

## Szereplők
| Szereplő       | Színész               | Magyar hang        |
| -------------- | --------------------- | ------------------ |
| Dzsátá         | Lorenzo Allchurch     | Pál Dániel Máté    |
| Sophia         | Olivia Williams       | TBA                |
| Csákány        | Ólafur Darri Ólafsson | Gémes Antos        |
| Fitz ezredes   | Jonathan Pryce        | Fodor Tamás        |
| Kathrin Fitz   | Fiona Shaw            | Szabó Éva          |
| Meade tábornok | Greta Scacchi         | Nyakó Júlia        |
| Hannah         | Agyness Deyn          | Szávai Viktória    |
| Gaby           | Clare-Hope Ashitey    | Szilágyi Kata      |
| Peter          | Ross Partridge        | Papp Dániel        |
| Ősz hajú       | Derek de Lint         | Jakab Csaba        |
| Romulus Frunza | Jeffrey Postlethwaite | Szalay Bence       |
| Remus Frunza   | Matthew Postlethwaite | Szalay Bence       |
| Shabby         | Malachi Hallett       | Nagy Gereben       |
| Bruno          | Louis Suc             | Rákosfalvi Kristóf |
| Big Dan        | William Ahern         | Berecz Kristóf Uwe |
| Vasököl        | Ton Kas               | Kardos Róbert      |
| Mrs. Setterman | Kassai Ilona          | Nem szólal meg     |
| Carol          | Adebayo Bolaji        | Sarádi Zsolt       |